# دی ۱۳۸۴
1. یوتی‌سی کنونی   ۰۷:۱۷

## دوشنبه: ‎۲۷ دی۱۳۸۴(۱۶ ژانویه۲۰۰۶)
- رئیس جمهور جدید لیبریا قسم داده شد

الن جانسون سیرلیف اولین رئیس جمهور منتخب زن لیبریا و قاره آفریقا است.

## یک‌شنبه: ‎۲۶ دی۱۳۸۴(۱۵ ژانویه۲۰۰۶)
- نتایج مرحله دوم انتخابات ریاست جمهوری در شیلی

میشل باشلت سیاست‌مدار سوسیالیست نخستین رئیس جمهوری زن شیلی شد. 

## یک‌شنبه: ‎۱۹ دی۱۳۸۴(۸ ژانویه۲۰۰۶)
- سقوط هواپیما در ارومیه

یک فروند هواپیمای فالکن-۲۰ هنگام فرود اضطراری در ارومیه سقوط کرد. سردار کاظمی فرمانده نیروی زمینی سپاه و ده نفر دیگر در این سانحه کشته شدند. 
- گسترش  آنفولانزای مرغی در ترکیه

پس از مرگ سه نفر در دوبایزید به خاطر  آنفولانزای مرغی سه نفر هم در آنکارا دچار این بیماری شده‌اند. 

## پنج‌شنبه: ‎۱۶ دی۱۳۸۴(۵ ژانویه۲۰۰۶)
- تلفات گسترده در عراق

نزدیک به ۱۳۰ نفر در حملات پیکارجویان در شهرهای کربلا و رمادی کشته شدند. 
- ریزش ساختمان در مکه

دست‌کم ۷۶ نفر در اثر ریزش یک هتل ۵ طبقه در مکه کشته شدند. بسیاری از کشته‌شدگان به‌خاطر مراسم حج در عربستان بودند. 

## چهارشنبه: ‎۱۵ دی۱۳۸۴(۴ ژانویه۲۰۰۶)
- دولت آمریکا اموال دو شرکت ایرانی را بلوکه کرد

اموال این دو شرکت از سوی مسوولین خزانه‌داری آمریکا بدلیل اتهام شرکت داشتن در برنامه‌های مشکوک هسته‌ای، بلوکه شده است. 

## دوشنبه: ‎۱۳ دی۱۳۸۴(۲ ژانویه۲۰۰۶)
- حادثه مرگ‌بار در میدان یخ

دست‌کم ۱۰ نفر در اثر ریزش سقف میدان یخی در باواریا آلمان کشته شدند. 

## شنبه: ‎۱۲ دی۱۳۸۴(۱ ژانویه۲۰۰۶)
- تذکر مجلس به رئیس جمهور دربارهٔ فیلترینگ در اینترنت

۱۲ نمایندهٔ مجلس امروز با ارائه تذکری به محمود احمدی نژاد از وی خواسته‌اند تا دستور دهد فیلتر وب‌گاه‌های اینترنتی میزان نیوز، امروز، وب‌گاه نیروهای ملی- مذهبی و همچنین رویداد برداشته شود. 
- نشان افتخار امپراتوری بریتانیا برای طراح آی‌پاد

جوناتان آیو، طراح انگلیسی شرکت اپل، روز گذشته موفق به دریافت مقام افتخار امپراتوری بریتانیا از دست ملکه الیزابت دوم گردید. 

## شنبه: ‎۳ دی۱۳۸۴(۲۴ دسامبر۲۰۰۵)
- اسلام‌گرای مصری وجود هالوکاست را نفی کرد

محمد محمدی عاکف رهبر اپوزیسیون مصری اخوان المسلمین در ادامهٔ نظرات محمود احمدی نژاد به وی پیوست و هالوکاست را یک «افسانه» خواند. وی غرب را متهم کرد که هر کسی که این مسئله را زیر سؤال ببرد، حملات خود را متوجه او می‌کنند. 
- سقوط هواپیمای آذربایجانی در سواحل خزر

یک هواپیما آنوتوف-۱۴۰ خطوط هواپیمایی جمهوری آذربایجان با ۲۳ مسافر در سواحل دریای خزر سقوط کرد و تمامی مسافرین آن کشته شدند. 
- محکومیت یک آلمانی بدلیل فروش گازهای سمی به دولت سابق عراق

دادگاهی در آلمان یک بازرگان این کشور را بدلیل جرم فروش مواد شیمیایی به دولت سابق عراق که در جنگ‌افزارهای شیمیایی استفاده می‌شده است به پانزده سال زندان محکوم کرد. این دادگاه وی را از مجازات مربوط به نسل‌کشی تبرئه نمود. 